# Lista de aeroportos do Acre
Lista de aeroportos do Acre, constando o nome oficial do aeroporto, o código IATA e/ou o código ICAO e o município onde tal aeroporto se encontra:

## Internacional
Federais Infraero
- Aeroporto Internacional de Cruzeiro do Sul (IATA: CZS, ICAO: SBCZ) - Cruzeiro do Sul
- Aeroporto Internacional de Rio Branco - Plácido de Castro (IATA: RBR, ICAO: SBRB) - Rio Branco

## Regionais
Municipais
- Aeroporto de Brasileia (IATA: CIJ, ICAO: SWBS) - Brasileia
- Aeroporto de Feijó (IATA: FEJ, ICAO: SWFJ) - Feijó
- Aeroporto de Marechal Thaumaturgo (IATA: ***, ICAO: SSPV) - Marechal Thaumaturgo
- Aeroporto de Porto Walter (IATA: ***, ICAO: SSPR) - Porto Walter
- Aeroporto de Santa Rosa do Purus (IATA: ***, ICAO: SSPQ) - Santa Rosa do Purus
- Aeroporto de Sena Madureira (IATA: ZMD, ICAO: SBRB) - Sena Madureira
- Aeroporto de Manoel Urbano (IATA: ***, ICAO: SIMB) - Manoel urbano
- Aeroporto de Tarauacá (IATA: TRQ, ICAO: SBTK) - Tarauacá
- Aeroporto de Xapuri (IATA: ***, ICAO: SWXU) - Xapuri